# Microakodontomys transitorius
Microakodontomys transitorius é uma espécie de mamífero da família Cricetidae. É a única espécie descrita para o gênero Microakodontomys. Endêmica do Brasil, onde pode ser encontrada no Distrito Federal, sendo conhecida por apenas dois registros, um no Parque Nacional de Brasília e outro fora do parque.